# Xanthopimpla habermehli
Xanthopimpla habermehli är en stekelart som beskrevs av Krieger 1915. Xanthopimpla habermehli ingår i släktet Xanthopimpla och familjen brokparasitsteklar. Inga underarter finns listade i Catalogue of Life.